# Igrzyska Wysp Oceanu Indyjskiego
Igrzyska Wysp Oceanu Indyjskiego – odbywające się co cztery lata multidyscyplinarne zawody sportowe organizowane przez kraje wyspiarskie na Oceanie Indyjskim. Uczestniczą w nich sportowcy z Komorów, Madagaskaru, Malediwów, Mauritiusa, Majotty, Reunionu i Seszeli.

## Historia
Regionalny Komitet Olimpijski i Sportowy w Reunion w 1974 roku wysunął pomysł zorganizowania igrzysk sportowych na Oceanie Indyjskim. Został on przyjęty przez Międzynarodowy Komitet Olimpijski (MKOI) dwa lata później.
Zawody początkowo nazywały się „Igrzyska Oceanu Indyjskiego”, ale przed pierwszymi igrzyskami zmieniono nazwę na „Igrzyska Wysp Oceanu Indyjskiego”, bez udziału Sri Lanki, która początkowo była uwzględniana do udziału w zawodach.
W 2003 roku Majotta wystąpiła pod jedną flagą razem z Reunionem.
W 2015 roku Komory miały wziąć udział w igrzyskach, ale wycofały się, protestując przeciwko machaniu francuską flagą i śpiewaniu francuskiego hymnu narodowego dla drużyny Majotty.
11. edycja wydarzenia w 2023 roku odbyła się na Madagaskarze, który zawody organizuje po raz 3. Pierwotnymi gospodarzami były Malediwy, lecz ze względu na skutki gospodarcze spowodowane przez pandemię COVID-19 musieli zrezygnować. Uzgodniono, że gospodarzem igrzysk będzie Madagaskar.
Podczas otwarcia Igrzysk w 2023 roku doszło do wybuchu paniki na stadionie w Antananarywie. Zginęło 13 osób, a 107 zostało rannych.

## Gospodarze igrzysk
| Rok  | Data                     | Gospodarz                |
| ---- | ------------------------ | ------------------------ |
| 1979 | 25 sierpnia – 1 września | Reunion, Saint-Denis     |
| 1985 | 24 sierpnia – 1 września | Mauritius, Curepipe      |
| 1990 | 24 sierpnia – 2 września | Madagaskar, Antananarywa |
| 1993 | 20–29 sierpnia           | Seszele, Victoria        |
| 1998 | 7–15 sierpnia            | Reunion, Saint-Denis     |
| 2003 | 29 sierpnia – 3 września | Mauritius, Moka          |
| 2007 | 9–19 sierpnia            | Madagaskar, Antananarywa |
| 2011 | 5–14 sierpnia            | Seszele, Victoria        |
| 2015 | 1–8 sierpnia             | Reunion, Saint-Denis     |
| 2019 | 19–28 czerwca            | Mauritius, Port Louis    |
| 2023 | 23 sierpnia – 3 września | Madagaskar, Antananarywa |
| 2027 |                          | Majotta                  |

## Obecność na Igrzyskach
|            | 1979 | 1985 | 1990 | 1993 | 1998 | 2003 | 2007 | 2011 | 2015 | 2019 | 2023 | Razem |
| ---------- | ---- | ---- | ---- | ---- | ---- | ---- | ---- | ---- | ---- | ---- | ---- | ----- |
| Komory     | ✓    | ✓    | ✓    | ✓    | ✓    | ✓    | ✓    | ✓    | ✗    | ✓    | ✓    | 10    |
| Madagaskar | ✗    | ✓    | ✓    | ✓    | ✓    | ✓    | ✓    | ✓    | ✓    | ✓    | ✓    | 10    |
| Malediwy   | ✓    | ✓    | ✓    | ✓    | ✓    | ✓    | ✓    | ✓    | ✓    | ✓    | ✓    | 11    |
| Mauritius  | ✓    | ✓    | ✓    | ✓    | ✓    | ✓    | ✓    | ✓    | ✓    | ✓    | ✓    | 11    |
| Majotta    | ✗    | ✗    | ✗    | ✗    | ✗    | ✓    | ✓    | ✓    | ✓    | ✓    | ✓    | 6     |
| Reunion    | ✓    | ✓    | ✓    | ✓    | ✓    | ✓    | ✓    | ✓    | ✓    | ✓    | ✓    | 11    |
| Seszele    | ✓    | ✓    | ✓    | ✓    | ✓    | ✓    | ✓    | ✓    | ✓    | ✓    | ✓    | 11    |

## Dyscypliny
- Badminton
- Boks
- Judo
- Karate
- Kolarstwo
- Koszykówka
- Lekkoatletyka
- Pétanque
- Piłka nożna
- Piłka ręczna
- Piłka siatkowa
- Pływanie
- Podnoszenie ciężarów
- Regaty żeglarskie
- Rugby union
- Taekwondo
- Tenis
- Tenis stołowy
- Zapasy

## Klasyfikacja wszech czasów
| Miejsce | Reprezentacja | Złoto | Srebro | Brąz | Razem |
| ------- | ------------- | ----- | ------ | ---- | ----- |
| 1       | Reunion       | 710   | 682    | 609  | 2001  |
| 2       | Mauritius     | 588   | 630    | 660  | 1878  |
| 3       | Madagaskar    | 523   | 457    | 482  | 1462  |
| 4       | Seszele       | 253   | 266    | 331  | 850   |
| 5       | Komory        | 10    | 24     | 68   | 102   |
| 6       | Malediwy      | 10    | 20     | 35   | 65    |
| 7       | Majotta       | 8     | 21     | 43   | 72    |
| Razem   | Razem         | 2102  | 2100   | 2228 | 6430  |